# Xã Eldred, Quận Jefferson, Pennsylvania
Xã Eldred (tiếng Anh: Eldred Township) là một xã thuộc quận Jefferson, tiểu bang Pennsylvania, Hoa Kỳ. Năm 2010, dân số của xã này là 1.226 người.